# Schönau-Berzdorf auf dem Eigen
Schönau-Berzdorf auf dem Eigen (officiellt: Schönau-Berzdorf a. d. Eigen) är en kommun och ort i Landkreis Görlitz i förbundslandet Sachsen i Tyskland. Kommunen har cirka 1 500 invånare.
Kommunen ingår i förvaltningsområdet Bernstadt / Schönau-Berzdorf tillsammans med kommunen Bernstadt auf dem Eigen.